# Danny Miller
Danny Miller (* 1947) ist ein kanadischer Wirtschaftswissenschaftler und Professor für Strategie (Rogers-J.A.-Bombardier Chair of Entrepreneurship) an der École des hautes études commerciales (HEC) in Montreal. Er lehrt außerdem am Chair in Family Enterprise and Strategy an der Universität Alberta. Nach einer Aussage der HEC ist Miller der fünft-häufigst zitierte Management-Forscher der Welt.
Neben seiner Lehrtätigkeit berät Miller Firmen im Bereich Strategie; laut seinem Lebenslauf befinden sich unter seinen Kunden auch Firmen wie McKinsey & Company, Andersen Consulting, Citicorp, DMR Inc., Goldman Sachs und andere.

## Ausbildung
Nach einem Master of Business Administration in Toronto promovierte Miller an der McGill-Universität (Montreal) im Fach Management Policy Sein Doktorvater war Henry Mintzberg.

## Auszeichnungen
- 2001: Best Paper Award, Journal of Management[3]

- 2007: Best Family Business Paper Award (gemeinsam mit Isabelle Le Breton-Miller, University of Alberta, und Richard H. Lester, Texas A&M University) für den Artikel Divided Loyalties: Governance, Conduct and Performance in Family and Entrepreneur Businesses[6]

## Schriften
- mit Peter H. Friesen, Henry Mintzberg: Organizations: a quantum view. Prentice-Hall, Englewood Cliffs, N.J. 1984, ISBN 0136419852.
- mit Manfred F. R. Kets de Vries Unstable at the Top. 1989.
- The Icarus paradox: how exceptional companies bring about their own downfall: new lessons in the dynamics of corporate success, decline, and renewal. HarperBusiness, New York 1990, ISBN 0887304532.
- mit Isabelle Le Breton-Miller: Managing for the long run: lessons in competitive advantage from great family businesses. Harvard Business School Press, Boston, Mass. 2005, ISBN 1591394155.
- mit Isabelle Le Breton-Miller: Why do some family businesses out-compete? Governance, long-term orientations, and sustainable capability. 2007.
- mit Isabelle Le Breton-Miller: Agency vs. stewardship in public family firms: a social embeddedness reconciliation. 2009.